# Produits chimiques utilisés pour la fabrication du papier
Les produits chimiques utilisés pour la fabrication du papier sont les produits utilisés lors de la fabrication du papier ou les produits chimiques utilisés dans la modification des propriétés du papiers. Ces produits chimiques peuvent être utilisés pour modifier le papier de nombreuses façons, notamment en modifiant sa couleur ainsi que sa brillance, ou en augmentant sa résistance et sa résistance à l'eau.

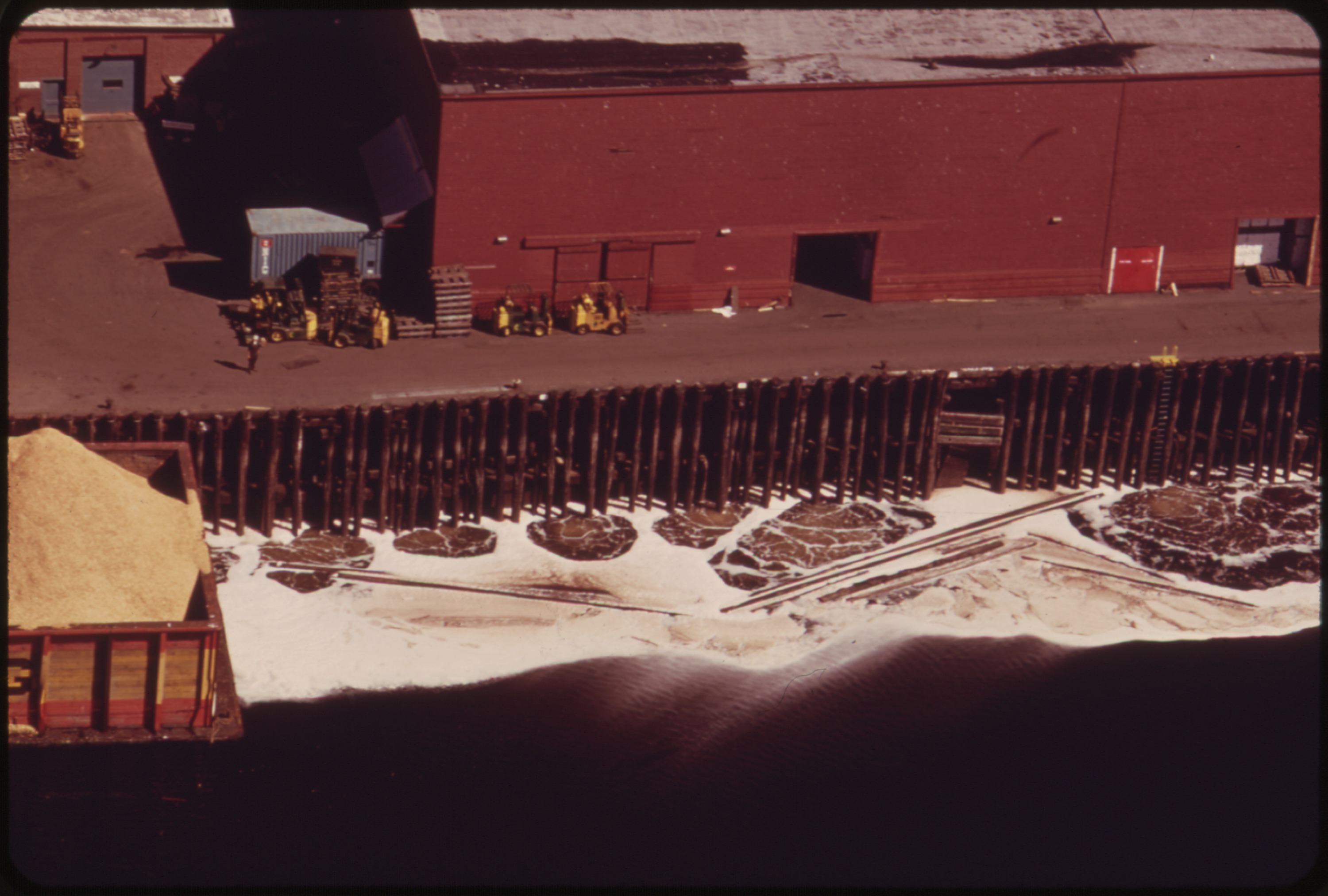
Usine de pâte au sulfite rejetant des eaux usées en 1973

## Produits chimiques utilisés dans la fabrication du papier
| Alun                             | « Sulfate d’alumine »                                                                         | Al2(SO4)3.18H2O          | Pour le dimensionnement alcalin avec la rosine |
| Albarine                         | "Sulfate naturel de chaux"                                                                    | CaSO4.2H2O               | matériaux de construction |
| Dioxyde de chlore                | dioxyde de chlore                                                                             | \| ClO2 \|               | blanchiment de la pulpe |
| Chlore                           | chlore                                                                                        | Cl2                      | blanchiment de la pulpe |
| Dolomite                         | Carbonate de magnésium de calcium                                                             | CaMg(CO3)2               | Remplissage, Revêtement |
| DTPA                             | Acétate de détthylène Triamine Penta                                                          | C14H33N3O10              | Utilisé pour la chélation (retrait des métaux de transition de la pulpe                                                                                          |
| EDTA                             | Acide acétique d’éthylène Diamine Tetra                                                       | C10H16N2O8               | Utilisé pour la chélation (retrait des métaux de transition de la pulpe                                                                                          |
| Enzyme                           |                                                                                               |                          | Utilisé dans Deinking |
| FSA                              | Formamidine Acide sulfurique ou dioxyde de Thiourea                                           | CH4N2SO2                 | Blanchiment post-deinking |
| Gum de guar                      | Polymère naturel                                                                              |                          | Additif de résistance sèche |
| Gypse ou blanc minéral ou plâtre | Sulfate naturel de chaux                                                                      | CaSO4.2H2O               | Planche de gypse |
| Peroxyde d'hydrogène             | Peroxyde d'hydrogène                                                                          | H2O2                     | Dans le blanchiment des pâtes |
| Acide hypochlorous               | Acide hypochlorous                                                                            | HOCl                     | Dans le blanchiment des pâtes |
| Chaux                            | Oxyde de calcium                                                                              | CaO                      | Récupération chimique du procédé de pâte alcaline, blanchiment                                                                                                   |
| Calcaire                         | Calcium Carbonate                                                                             | CaCO3                    | Pour faire précipité CaCO3, est utilisé comme remplisseur et dans le revêtement                                                                                  |
| Bisulfite de magnésium           | Bisulfite de magnésium                                                                        | Mg(HSO3)2                | Utilisé dans la pulpe de sulfite |
| Magnesite                        | Carbonate de magnésium                                                                        | MgCO3 -100%              | Remplisseur pour papier à cigarettes |
| Lait de lime                     | Hydroxyde de calcium                                                                          | Ca(OH)2                  | Pour la causticisation de la liqueur verte |
| Lait de magnesia                 | Hydroxyde de magnésium                                                                        | Mg(OH)2                  | |
| Oxygène                          | Oxygène                                                                                       | O2                       | Dans le blanchiment des pâtes |
| Ozone                            | Ozone                                                                                         | O3                       | Dans le blanchiment des pâtes |
| Colophane                        | Acide abietique                                                                               | C19H29COOH               | Dimensionnement |
| Savon rosin                      | Sodium Abietate                                                                               | C19H29COONa              | Dimensionnement |
| Gâteau au sel                    | Sulfate de sodium                                                                             | Na2SO410H2O              | Produit chimique de maquillage dans la récupération chimique de pulpe de sulfate (Na2SO4. ---Na2S)                                                               |
| Savon/ Acides gras               |                                                                                               |                          | Deinking |
| Bisulfite de sodium              | Bisulfite de sodium                                                                           | NaHSO3                   | Utilisé dans la pulpe de sulfite |
| Cendres de soude                 | Carbonate de Sodium                                                                           | Na2CO3                   | Produit chimique de maquillage dans la récupération chimique de pulpe alcaline (Na2CO3+Ca(OH)2---2NaOH+CaCO3)                                                    |
| Aluminate de sodium              | Aluminate de sodium                                                                           | Na2Al2O4                 | Utilisé en conjonction avec l’alun pour contrôler le pH |
| Bisulfite de sodium              | Bisulfite de sodium                                                                           | NaHSO3                   | Un composant chimique de liqueur de cuisson de type acide parfois utilisé pour neutraliser le chlore résiduel dans la pulpe pendant le processus de blanchiment. |
| Chlorate de Sodium               | Chlorate de Sodium                                                                            | NaClO3                   | Utilisé pour produire du dioxyde de chlore |
| Dithionite de sodium             | Hydrosulfite de Sodium                                                                        | Na2S2O4                  | Blanchiment |
| Hypochlorite de sodium           | Hypochlorite de sodium                                                                        | NaOCl                    | Blanchiment |
| Peroxyde de sodium               | Peroxyde de sodium                                                                            | Na2O2                    | Blanchiment |
| Silicate de Sodium               | Silicate de Sodium                                                                            | Na2SiO3                  | Dans le papier de déchets deinking pour mouiller, peptisation, dispersion de l’encre, stabilisation du peroxyde.                                                 |
| Sulfide de sodium                | Sulfide de sodium                                                                             | Na2S                     | Produit chimique actif dans la liqueur de cuisson kraft/sulfate                                                                                                  |
| Thiosulfate de sodium            | Thiosulfate de sodium                                                                         | Na2S2O3                  | Blanchiment |
| Tripolyphosphate de Sodium       | Tripolyphosphate de Sodium                                                                    | Na5P3O10                 | Dispersant |
| Amidon                           | Se compose d’unités de glucose reliées entre elles par des ponts d’oxygène appelés glycosides | Wet and dry end additive | |
| Sulfur                           | Soufre                                                                                        | S                        | Pour faire de la pulpeHSO 3f ou bi-sulfite |
| Surfactant                       |                                                                                               |                          | Utilisé dans la deinking. Utilisé comme débonders dans la fabrication de pâte à peluches.                                                                        |
| Titania                          | Dioxyde de titane                                                                             | TiO2                     | Remplisseur pour augmenter l’opacité et la luminosité du papier. Utilisé dans le revêtement                                                                      |
| Anatase                          | Dioxyde de titane                                                                             | TiO2                     | |
| ClO2                             |                                                                                               |                          | |

## Pâte
La pâte chimique permet de dissoudre la lignine afin d'extraire la cellulose de la fibre de bois. Les différents procédés de fabrication de pâte chimique comprennent le "procédé Kraft", qui utilise de la soude caustique et du sulfure de sodium,et, plus couramment, en variante, l'utilisation d'acide sulfureux, connue sous le nom de "procédé au sulfite". Le sulfite semi - chimique neutre est traité comme un troisième procédé séparé du sulfite et la fabrication de pâte à la soude qui est la moins dangereuse du point de vue écologique en utilisant l'hydroxyde de sodium ou l'anthraquinone.
De la soude caustique est ajoutée afin d'augmenter le pH dans le processus de réduction en pâte des fibres. Le pH le plus élevé de la solution de fibres de papier provoque le lissage et le gonflement des fibres, ce qui est important pour le processus de broyage des fibres.

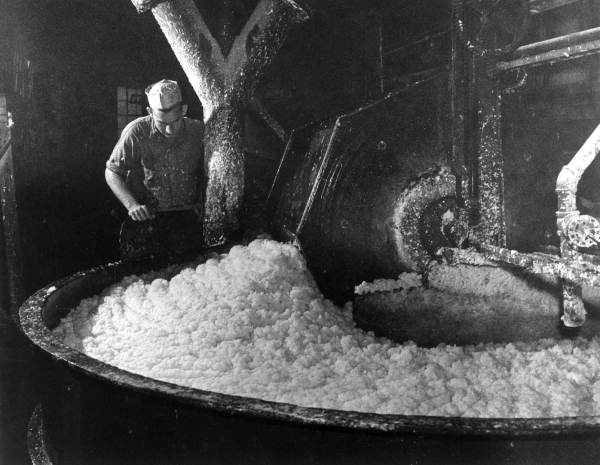
Traitement de la pâte dans un batteur Hollander

## Blanchiment
Dans la production de papier blanc, la pâte de bois est blanchie afin d'éliminer toute couleur provenant des traces de lignine n'ayant pas été extraite dans le processus de fabrication de pâte chimique. Il existe trois méthodes prédominantes de blanchiment :
1. Le blanchiment au chlore élémentaire nécessite du chlore et de l'hypochlorite.
2. Le blanchiment élémentaire sans chlore est plus écologique car il évite l'utilisation d'hypochlorite et remplace le chlore par du dioxyde de chlore ou du chlorate de sodium.
3. Un blanchiment totalement sans chlore nécessite de l'oxygène et du peroxyde d'hydrogène. Il s'agit du procédé le plus écologique car il élimine tous les polluants chlorés.

## Dimensionnement
La plupart des types de papier doivent avoir une certaine résistance à l'eau afin de maintenir une qualité d'écriture ainsi qu'une imprimabilité spécifiques. Jusqu'en 1980, la principale façon d'ajouter cette résistance consistait à utiliser une colophane en combinaison avec de l'alun. Lorsque l'industrie du papier a commencé à utiliser de la craie au lieu de l'argile de porcelaine comme charge, la chimie du papier a dû passer à un processus neutre. Aujourd'hui, on utilise principalement l'AKD (dimère d'alkylcétène) et l'ASA (anhydride alcénylsuccinique).

## Renforcement

### Résistance à l'humidité
Les additifs de résistance à l'humidité garantissent au papier une conservation de sa résistance lorsqu'il est mouillé. Ceci est particulièrement important dans le papier de soie. Les produits chimiques généralement utilisés à cette fin comprennent l'épichlorhydrine, la mélamine, l'urée formaldéhyde et les polyimines.Ces substances polymérisent dans le papier et aboutissent à la construction d'un réseau de renforcement.

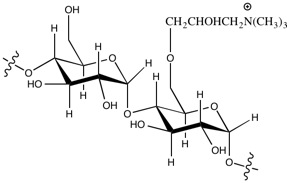
Amidon cationique

Pour améliorer la résistance du papier, de l'amidon cationique est ajouté à la pâte humide durant le processus de fabrication. L'amidon a une structure chimique similaire à celle de la fibre de cellulose de la pâte et les surfaces de l'amidon et de la fibre sont chargées négativement. En ajoutant de l'amidon cationique (chargé positivement), la fibre peut se lier à l'amidon et ainsi augmenter les interconnexions entre les fibres. La partie chargée positivement de l'amidon est généralement formée par des cations ammonium quaternaire. Les sels quaternaires qui sont utilisés comprennent le chlorure de 2,3-époxy propyl triméthyl ammonium (EPTAC, également connu sous le nom de Glytac Quab, GMAC) et le chlorure de (3-chloro-2-hydroxypropyl) triméthyl ammonium (CHPTAC, également connu sous le nom de Quat 188, Quab 188, Reagens).

### Résistance à sec
Les additifs de résistance à sec, ou agents de renforcement à sec, sont des produits chimiques qui améliorent les conditions normales de résistance du papier. Ceux-ci améliorent la résistance à la compression, la résistance à l'éclatement, la résistance à la rupture et la résistance au délaminage du papier. Les produits chimiques typiques utilisés sont, entre autres, l'amidon cationique et les dérivés de polyacrylamide (PAM). Ces substances agissent en liant les fibres, souvent à l'aide d'ions aluminium dans la feuille de papier.

## Reliures
Les liants favorisent la liaison des particules de pigment entre elles et la couche de revêtement du papier Les liants sont des particules sphériques inférieures à 1 µm de diamètre. Les liants courants sont le copolymère styrène-anhydride maléique ou le copolymère styrène-acrylate. La composition chimique de surface est différenciée par l'adsorption d' acide acrylique ou d'un tensioactif anionique, tous deux utilisés pour la stabilisation de la dispersion dans l'eau. Les co-liants, ou épaississants, sont généralement des polymères solubles dans l'eau qui influencent la viscosité de la couleur du papier, la rétention d'eau, l' encollage et le brillant. Certains exemples courants sont la carboxyméthylcellulose (CMC), l' hydroxyéthylcellulose cationique et anionique (EHEC), l'amidon modifié et la dextrine. Le latex de styrène butadiène, le styrène acrylique, la dextrine, l'amidon oxydé sont utilisés dans les revêtements pour lier la charge au papier. Les co-liants sont des produits naturels tels que l'amidon et la CMC (Carboxyméthylcellulose), qui sont utilisés avec les liants synthétiques, comme le styrène acrylique ou le styrène butadiène. Des co-liants sont aussi utilisés afin de réduire le coût du liant synthétique et améliorer la rétention d'eau et la rhéologie du revêtement.

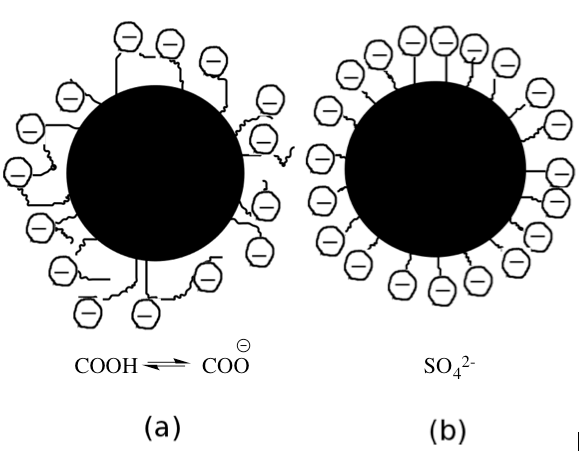
Sphères de liant enduites d'acide acrylique (a) et de tensioactif anionique (b).

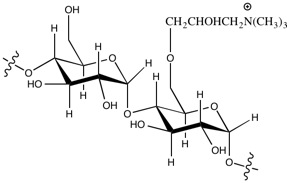
La structure moléculaire de l'amidon cationique. L'unité récurrente d'amidon est dérivée du glucose interconnecté avec des liaisons glycosidiques.

## Remplisseurs
Les charges minérales sont utilisées afin de réduire la consommation de matériau liant plus coûteux ou pour améliorer certaines propriétés du papier. L'argile de Chine, le carbonate de calcium, le dioxyde de titane et le talc sont des charges minérales courantes utilisées dans la production de papier.

## Rétention
Un agent de rétention est ajouté afin de lier les charges au papier. Les charges, telles que le carbonate de calcium, ont généralement une faible charge superficielle. L'agent de rétention est un polymère avec des groupes fortement cationiques chargés positivement. Une caractéristique supplémentaire d'un agent de rétention est d'accélérer la déshydratation dans la section de fil de la machine à papier. La polyéthylèneimine et le polyacrylamide sont des exemples de produits chimiques utilisés dans ce processus.

## Enrobage

### Pigments

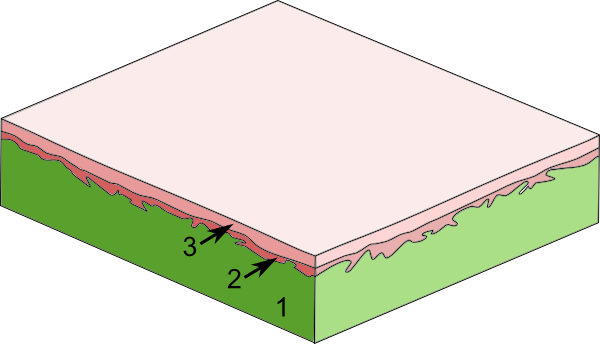
Revêtement de papier

Des pigments absorbants dans la partie jaune et rouge du spectre visible peuvent être ajoutés. Au fur et à mesure que le colorant absorbe la lumière, la luminosité du papier diminue, contrairement à l'effet d'un agent éclaircissant optique. Pour augmenter la blancheur, une combinaison de pigments et d'un azurant optique est souvent utilisée. Les pigments les plus souvent utilisés sont les colorants bleus et violets.

### Agent éclaircissant optique
Un azurant optique est utilisé afin de rendre le papier plus blanc. Les agents éclaircissants optiques utilisent la fluorescence afin d'absorber le rayonnement invisible de la partie ultraviolette du spectre lumineux et ainsi réémettre le rayonnement sous forme de lumière dans la gamme du bleu visible. L'agent éclaircissant optique génère ainsi une lumière bleue qui s'ajoute à la lumière réfléchie. La lumière bleue supplémentaire compense la teinte jaunâtre qui existerait autrement dans les caractéristiques de la lumière réfléchie. Il augmente ainsi la luminosité du matériau (lorsque l'éclairage comprend un rayonnement ultraviolet).